# Cornuț de munte

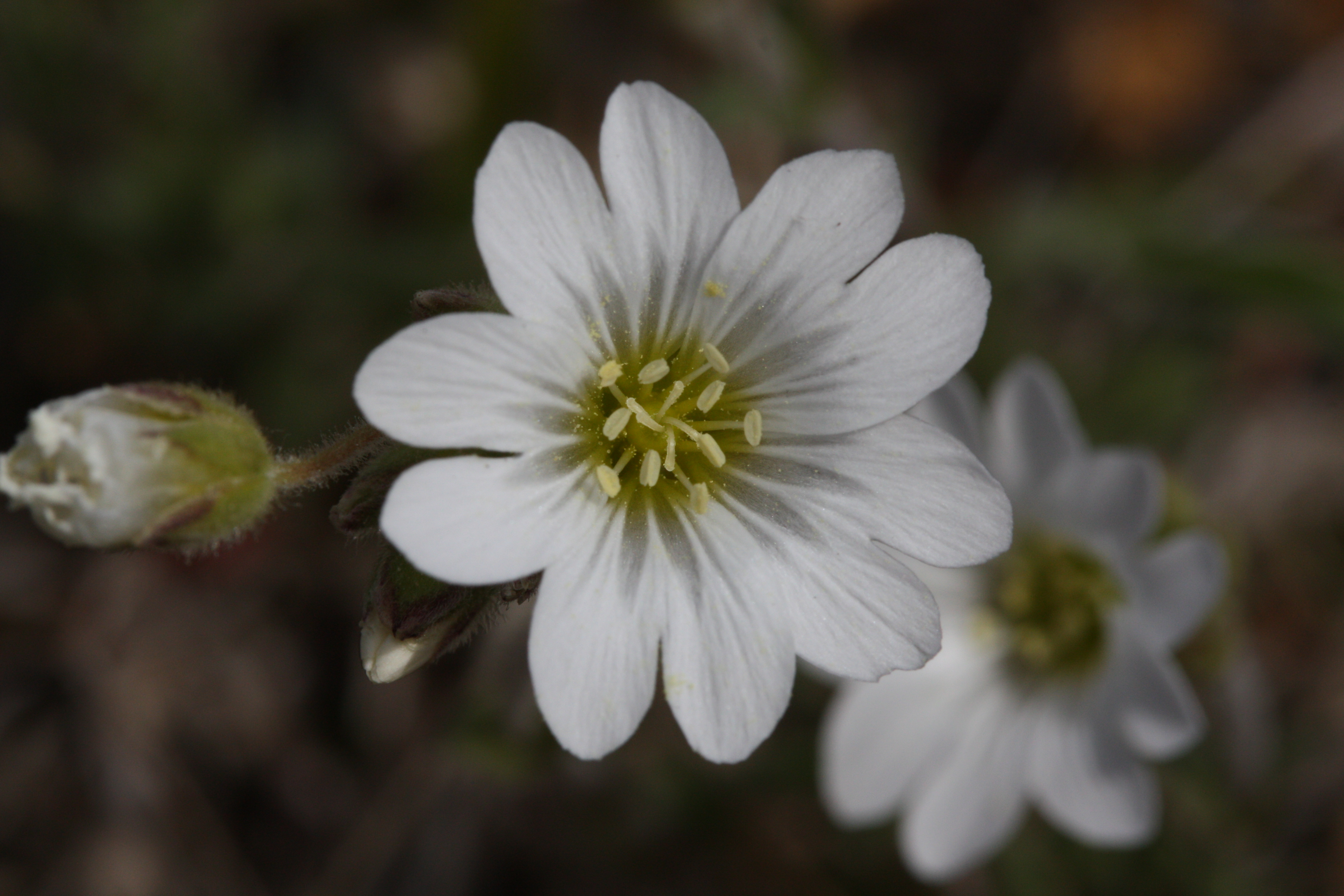
Floare de cornuţ

Cornuțul de munte (Cerastium arvense) este o plantă din familia Caryophyllaceae. Are tulpinile culcate la bază, mai sus se curbează și apoi se îndreaptă în sus. Frunzele sunt scurte, ovale, ascuțite. Frunzele au forma de vârf de lance. Florile cresc câte trei-cinci la vârful tulpinii. Ele au formă de clopot alb. Au câte cinci petale albe cu dungi subțiri străvezii. Florile la vârf sunt ușor știrbite și răsfrânte spre exterior.
Perișori mici și deși apar pe partea superioară a tulpinii și pe codițele florilor.
Cornuțul înflorește în iulie și în august.

## Răspândire
În România se găsește în munții Carpați și Apuseni prin locuri ierboase, pășuni, grohotișuri ierboase.